# Campeonato Nacional de Basquete Masculino de 1997
O Campeonato Nacional de Basquete Masculino de 1997 (8ª edição), mais conhecido à época em que foi realizado como Campeonato Brasileiro de Basquete Masculino de 1997, foi um torneio realizado a partir de 3 de janeiro até 4 de maio de 1997 por doze equipes representando seis estados.

## Participantes
COC/Ribeirão Preto, Ribeirão Preto/SP

 Corinthians, São Paulo/SP

 Corinthians, Santa Cruz do Sul/RS

 Flamengo, Rio de Janeiro/RJ

 Franca, Franca/SP

 Ginástico, Belo Horizonte/MG

 Guaru, Guarulhos/SP

 Joinville-ABAJ, Joinville/SC

 Londrina, Londrina/PR

 Minas, Belo Horizonte/MG

 Mogi das Cruzes, Mogi das Cruzes/SP

 Palmeiras, São Paulo/SP

## Regulamento

### Fórmula de disputa
O Campeonato Nacional de Basquete Masculino foi disputado por 12 equipes em duas fases:
- Fase classificatória: As 12 equipes disputaram partidas em um sistema de turno e returno, em que enfrentaram todos os adversários em seu mando de quadra e fora dele.
- Playoffs: As oito equipes classificadas jogaram num sistema mata mata e a vencedora desses foi declarada Campeã Nacional de Basquete Masculino de 1997. É dividida em três partes: 
  - Quartas de final: Foi disputada pelas equipes que passaram da primeira fase, seguindo a lógica: (1ª x 8ª); (2ª x 7ª); (3ª x 6ª); (4ª x 5ª).  Estas jogaram partidas em melhor de três (jogos), sendo um mando de campo para cada e o jogo de desempate, se houvesse, no ginásio da equipe com o melhor índice técnico da fase classificatória.
  - Semifinais: Foi disputada pelas equipes que passaram das quartas de final, seguindo a lógica: vencedor A x vencedor D e vencedor B x vencedor C. Estas jogaram partidas em melhor de cinco (jogos), sendo dois mandos de campo para cada e o jogo de desempate, se houvesse, no ginásio da equipe com o melhor índice técnico da fase classificatória.
  - Final: Foi disputada entre as duas equipes vencedoras das semifinais, em melhor de cinco (jogos), sendo dois mandos de campo para cada e o jogo de desempate, se houvesse, no ginásio da equipe com o melhor índice técnico da fase classificatória. A equipe vencedora foi declarada campeã da competição.

### Critérios de desempate
1º: Confronto direto

2º: Saldo de cestas dos jogos entre as equipes

3º: Melhor cesta average (se o empate foi entre duas equipes)

4º: Sorteio

### Pontuação
Vitória: 2 pontos

Derrota: 1 ponto

Não comparecimento: 0 pontos

## Classificação
| 1  | Franca/Cougar            | 39 | 22 | 17 | 5  | 2097 | 1950 | 1,07538 |
| 2  | Corinthians/Amway        | 38 | 22 | 16 | 6  | 2231 | 2128 | 1,04840 |
| 3  | Corinthians/Pony         | 37 | 22 | 15 | 7  | 2115 | 1956 | 1,08129 |
| 4  | Mogi/Report              | 36 | 22 | 14 | 8  | 2156 | 2028 | 1,06312 |
| 5  | Polti/COC/Ribeirão Preto | 35 | 22 | 13 | 9  | 2038 | 2016 | 1,01091 |
| 6  | Joinville-ABAJ           | 34 | 22 | 12 | 10 | 2018 | 2014 | 1,00199 |
| 7  | Flamengo/Petrobras       | 34 | 22 | 12 | 10 | 1976 | 1919 | 1,02970 |
| 8  | Grêmio/Ametur/Londrina   | 33 | 22 | 11 | 11 | 2103 | 2109 | 0,99716 |
| 9  | Minas                    | 29 | 22 | 7  | 15 | 1995 | 2141 | 0,93181 |
| 10 | Guaru                    | 28 | 22 | 6  | 16 | 2279 | 2408 | 0,94643 |
| 11 | Ginástico                | 28 | 22 | 6  | 16 | 1769 | 1850 | 0,95622 |
| 12 | Palmeiras                | 24 | 22 | 2  | 20 | 2002 | 2260 | 0,88584 |

|  |                                           |
|  | Zona de classificação às quartas de final |

## Fase final
|  | Quartas de final | Quartas de final                  | Quartas de final   | Quartas de final | Quartas de final | Quartas de final | Quartas de final | Quartas de final  |               |                    | Semifinal | Semifinal | Semifinal | Semifinal | Semifinal | Semifinal | Semifinal | Semifinal |  |  | Final | Final         | Final | Final | Final | Final | Final | Final |
|  |                  |                                   |                    |                  |                  |                  |                  |                   |               |                    |           |           |           |           |           |           |           |           |  |  |       |               |       |       |       |       |       |       |
|  | 1                | Franca/Cougar                     | 89                 | 96               | 100              |                  |                  | 2                 |               |                    |           |           |           |           |           |           |           |           |  |  |       |               |       |       |       |       |       |       |
|  | 8                | Paraná Gr./Grêmio Londrina/Ametur | 90                 | 86               | 92               |                  |                  | 1                 |               |                    |           |           |           |           |           |           |           |           |  |  |       |               |       |       |       |       |       |       |
|  | 8                | Paraná Gr./Grêmio Londrina/Ametur | 90                 | 86               | 92               |                  | 1                | 1                 | Franca/Cougar | 82                 | 88        | 72        | 90        | 88        | 3         |           |           |           |  |  |       |               |       |       |       |       |       |       |
|  |                  |                                   |                    |                  |                  |                  |                  |                   | Franca/Cougar | 82                 | 88        | 72        | 90        | 88        | 3         |           |           |           |  |  |       |               |       |       |       |       |       |       |
|  |                  | 4                                 | Mogi/Report/Eroles | 85               | 79               | 82               | 89               | 85                | 2             |                    |           |           |           |           |           |           |           |           |  |  |       |               |       |       |       |       |       |       |
|  | 4                | 4                                 | Mogi/Report/Eroles | 85               | 79               | 82               | 89               | 85                | 2             | Mogi/Report/Eroles | 80        | 81        | 86        |           |           | 2         |           |           |  |  |       |               |       |       |       |       |       |       |
|  | 4                |                                   |                    |                  |                  |                  |                  |                   |               | Mogi/Report/Eroles | 80        | 81        | 86        |           |           | 2         |           |           |  |  |       |               |       |       |       |       |       |       |
|  | 5                | Ribeirão Preto/Polti/COC          | 84                 | 71               | 76               |                  |                  | 1                 |               |                    |           |           |           |           |           |           |           |           |  |  |       |               |       |       |       |       |       |       |
|  |                  |                                   |                    |                  |                  |                  |                  |                   |               |                    |           |           |           |           |           |           |           |           |  |  | 1     | Franca/Cougar | 119   | 89    | 109   | 103   | 76    | 3     |
|  |                  |                                   | 3                  | Corinthians/Pony | 115              | 95               | 110              | 102               | 73            | 2                  |           |           |           |           |           |           |           |           |  |  |       |               |       |       |       |       |       |       |
|  | 3                | Corinthians/Pony                  | 105                | 111              |                  |                  |                  | 2                 |               |                    |           |           |           |           |           |           |           |           |  |  |       |               |       |       |       |       |       |       |
|  | 6                | ABAJ-Joinville                    | 99                 | 102              |                  |                  |                  | 0                 |               |                    |           |           |           |           |           |           |           |           |  |  |       |               |       |       |       |       |       |       |
|  | 6                | ABAJ-Joinville                    | 99                 | 102              |                  | 3                | Corinthians/Pony | 0                 | 104           | 81                 | 92        | 115       |           | 3         |           |           |           |           |  |  |       |               |       |       |       |       |       |       |
|  |                  |                                   |                    |                  |                  |                  |                  |                   | 104           | 81                 | 92        | 115       |           | 3         |           |           |           |           |  |  |       |               |       |       |       |       |       |       |
|  |                  | 2                                 | Corinthians/Amway  | 108              | 69               | 74               | 112              |                   | 1             |                    |           |           |           |           |           |           |           |           |  |  |       |               |       |       |       |       |       |       |
|  | 2                | 2                                 | Corinthians/Amway  | 108              | 69               | 74               | 112              | Corinthians/Amway | 1             | 114                | 104       | 107       |           |           | 2         |           |           |           |  |  |       |               |       |       |       |       |       |       |
|  | 2                |                                   |                    |                  |                  |                  |                  | Corinthians/Amway |               | 114                | 104       | 107       |           |           | 2         |           |           |           |  |  |       |               |       |       |       |       |       |       |
|  | 7                | Flamengo/Petrobras                | 116                | 84               | 101              |                  |                  | 1                 |               |                    |           |           |           |           |           |           |           |           |  |  |       |               |       |       |       |       |       |       |

## Finais

### Primeiro jogo
| 20 de abril 19:30 |  | Franca/Cougar | 119–115 | Corinthians/Pony |  | Franca |  |

### Segundo jogo
| 25 de abril 21:00 |  | Corinthians/Pony | 110–109 | Franca/Cougar |  | Santa Cruz do Sul |  |

### Terceiro jogo
| 27 de abril 19:30 |  | Corinthians/Pony | 95–89 | Franca/Cougar |  | Santa Cruz do Sul |  |

### Quarto jogo
| 2 de maio 21:00 |  | Franca/Cougar | 103–102 | Corinthians/Pony |  | Franca |  |

### Quinto jogo
| 4 de maio 19:30 |  | Franca/Cougar | 76–73 | Corinthians/Pony |  | Franca |  |

0
| Campeonato Nacional de Basquete Masculino 1997 |
| ---------------------------------------------- |
| Franca/Cougar Campeão (9° título Brasileiro)   |